# Большая обнажённая в красном кресле
«Большая обнажённая в красном кресле» (фр. Grand nu au fauteuil rouge) — картина Пабло Пикассо. Написана в мае 1929 года в период сюрреализма. Находится в Музее Пикассо (Париж). Размер — 195 × 129 см.
На картине изображена жена художника Ольга Хохлова. Это был трудный период в её жизни. Во время гражданской войны семья Хохловой оставалась в России и жила в крайней бедности. Связь с родственниками носила лишь эпистолярный характер. Письма, приходившие из России, были наполнены болезненным и трагическим содержанием. В то время Пикассо часто изображал Ольгу в тоскливой задумчивости, пишущей или читающей письма. На фоне тревоги за родных отношения супругов испортились. 
В январе 1927 года Пикассо встретил семнадцатилетнюю Марию-Терезу Вальтер, которая стала его возлюбленной и новой музой. Связь с Марией-Терезой усилила напряжённость между Пикассо и Ольгой. Постепенно образ Хохловой стал расходиться с её нежными идеализированными портретами. Художник изображал жену в сюрреалистическом духе, деформируя её фигуру и придавая ей жёсткую сексуальность. Портреты Ольги становились всё более уродливыми и отталкивающими. 
«Большая обнажённая в красном кресле» написана в ярких цветах, которые оживляют картину, а изогнутые текучие линии создают ощущение пространства. Картина является отсылкой к произведению Анри Матисса «Одалиска с тамбурином» 1926 года. 